# Naruto Shippuden: Ultimate Ninja Storm 3
Naruto Shippuden: Ultimate Ninja Storm 3 (N A R U T O ナルト- 疾風伝ナルティメットストーム 3?) è il quarto videogioco della serie "Ultimate Ninja Storm" basato sulla serie anime e manga Naruto. Distribuito per PlayStation 3 e Xbox 360 nel marzo 2013, è stato distribuito anche per PC a dicembre dello stesso anno, è preceduto informalmente da Naruto Shippuden: Ultimate Ninja Storm 2, ma il seguito, in ordine cronologico di uscita, dello spin-off Naruto Shippuden: Ultimate Ninja Storm Generations. Il videogioco, sviluppato da CyberConnect2 e pubblicato da Namco Bandai, è stato ufficialmente annunciato il 24 giugno 2012 e distribuito il 7 marzo 2013.
A marzo 2013 in Europa e Nord America il gioco ha venduto più di un milione di copie.
Dal 25 agosto 2017, è disponibile Naruto Shippuden: Ultimate Ninja Storm Trilogy, raccolta che include il primo Storm, Storm 2 e Storm 3 Full Burst, su PlayStation 4, Xbox One, Nintendo Switch, Windows e attraverso le piattaforme PlayStation Network, Xbox Live, Nintendo eShop e Steam, il cui è possibile acquistarli anche singolarmente nel formato digitale.

## Trama
Partendo da dove si interrompeva il precedente Ultimate Ninja Storm 2, la modalità storia ripercorre tutte le tappe salienti dall'assemblea dei cinque kage nel Paese del Ferro, sino a toccare gli eventi della quarta grande guerra ninja combattuta dall'alleanza ninja dei cinque grandi villaggi (Foglia, Sabbia, Roccia, Nuvola e Nebbia) contro l'esercito dei 100.000 Zetsu insieme ai ninja resuscitati da Tobi e Kabuto Yakushi. La parte inerente alla grande guerra comprende anche il relativo scontro fra i cinque kage contro il redivivo Madara Uchiha, mentre l'ultimo scontro vede contrapposti Naruto Uzumaki e Tobi, controllante le forze portanti resuscitate.
Il finale è stato creato appositamente per il videogioco (in quanto sia il manga che l'anime erano, al periodo d'uscita del gioco, ancora in corso di sviluppo), e, come nel secondo capitolo della serie Storm, è disponibile un capitolo extra intitolato "Mangekyo Sharingan Eterno" che vede come protagonista Sasuke Uchiha intento a mettere alla prova i nuovi occhi ottenuti dopo il trapianto di quelli del fratello Itachi, il quale affronta gli Zetsu bianchi posti da Tobi per sorvegliarlo. Tra la parte relativa alla conclusione dell'assemblea e all'inizio della grande guerra è stato introdotto anche il capitolo relativo al flashback di Kushina Uzumaki, madre di Naruto, in cui nei panni del Quarto Hokage bisognerà affrontare la Volpe a Nove Code (sotto il controllo dello Sharingan di Tobi) intenta a devastare il Villaggio della Foglia.

## Modalità di gioco
Il gioco contiene 88 personaggi, 7 dei quali utilizzabili soltanto come supporto, e 40 stages.

### Innovazioni
Rispetto ai precedenti capitoli della serie sono state introdotte diverse novità nel comparto tecnico, tra cui:
1. poter entrare in modalità "Risveglio" in qualunque momento, all'inizio della battaglia oppure durante una combo, con la possibilità di utilizzare due tecniche differenti (una semplicemente premendo i tasti del comune jutsu, mentre l'altra premendo un tasto del supporto) che variano a seconda dei personaggi.
2. sono ritornati i quick time event e le boss battle, presenti nei primi due videogiochi della serie Storm ma non presenti in Naruto Shippuden: Ultimate Ninja Storm Generation. Sarà presente anche una componente hack'n slash, in cui il giocatore dovrà combattere più nemici contemporaneamente[10];
3. la possibilità di creare delle vere e proprie combo con i personaggi di supporto scelti dal giocatore soltanto prolungando la pressione del tasto cerchio (Play Station 3) o del tasto B (Xbox 360);
4. il ring out, ovvero l'uscita dal campo di battaglia, provocata da 3 urti contro il limite dell'arena, che a sua volta provocherà la sconfitta del giocatore uscito dall'arena. Inoltre, se la barra di squadra sarà stata riempita a metà, uno dei due supporti in caso di ring-out, si getterà subito in aiuto del giocatore rigettandolo nel campo di battaglia, perendo al posto di quest'ultimo, non potendo essere così più riutilizzato durante lo scontro;
5. i personaggi di supporto ora dispongono inoltre di una barra della salute, che varia da 6 tacche a personaggio nel caso in cui se ne abbiano due, a 12 se si ha un solo supporto. Una volta esaurita la salute dei supporti, subendo tecniche e combo, questi giaceranno esanimi sul campo di battaglia;
6. in alcune arene di combattimento sono presenti ostacoli, come alberi o rocce;
7. per la prima volta nella serie Storm durante l'esecuzione di una combo, anche nella modalità storia, comparirà il sangue. Questa aggiunta però può essere rimossa tramite un'apposita opzione.

Nel gioco sono però presenti alcuni errori, probabilmente di traduzione. Uno di questi è facilmente trovabile: sconfiggendo un qualsiasi personaggio in modalità scontro libero con la mossa finale del Raikage, apparirà la schermata bonus nella quale esso, erroneamente, affermerà di essere il Quarto Hokage.

## Personaggi giocabili
- Naruto Uzumaki (Arte del vento: Rasen shuriken/Rasengan a nove code)
- Naruto Uzumaki (Modalità eremita)
- Naruto Uzumaki (Teriosfera/Arte eremitica: Rasengan concatenato titanico/Costume di Goku (DLC)[11])
- Sakura Haruno (Guerra dei Ninja/Abiti quotidiani)
- Sai (Guerra dei Ninja/Abiti quotidiani)
- Neji Hyuga (Guerra dei Ninja/Abiti quotidiani)
- Rock Lee (Guerra dei Ninja/Abiti quotidiani)
- Tenten (Guerra dei Ninja/Abiti quotidiani)
- Shikamaru Nara (Guerra dei Ninja/Abiti quotidiani)
- Choji Akimichi (Abiti quotidiani)
- Choji Akimichi (Guerra dei Ninja)
- Ino Yamanaka (Guerra dei Ninja/Abiti quotidiani)
- Nagato (Resurrezione)
- Madara Uchiha (Resurrezione)
- Tobi (Guerra dei Ninja)
- Uomo mascherato
- Jugo
- Karin
- Suigetsu Hozuki
- Sasuke Uchiha (Mangekyo Sharingan eterno/Conferenza dei cinque Kage)
- Sasuke Uchiha (Taka)
- Sasuke Uchiha (Kirin/Vera lancia Mille Falchi)
- Kiba Inuzuka (Guerra dei Ninja/Abiti quotidiani)
- Shino Aburame (Guerra dei Ninja/Abiti quotidiani)
- Hinata Hyuga (Guerra dei Ninja/Abiti quotidiani)
- Kakashi Hatake (Guerra dei Ninja/Kamui/Taglio del fulmine: Doppia scossa)
- Yamato
- Gai Maito (Hirudora/Pavone del Mattino)
- Asuma Sarutobi (Normale/Resurrezione)
- Gaara Kazekage (Guerra dei Ninja)
- Gaara Kazekage (Conferenza dei cinque Kage/Forza portante)
- Kankuro (Guerra dei Ninja/Conferenza dei cinque Kage/Abiti quotidiani)
- Temari (Guerra dei Ninja/Conferenza dei cinque Kage/Abiti quotidiani)
- Vecchia Chiyo
- Tobi
- Kakuzu
- Hidan
- Sasori
- Deidara (Normale/Resurrezione)
- Kisame Hoshigaki
- Itachi Uchiha (Spada Totsuka/Tsukuyomi)
- Itachi Uchiha (Resurrezione)
- Konan
- Pain
- Il primo Hokage: Hashirama Senju
- Il secondo Hokage: Tobirama Senju
- Il terzo Hokage: Hiruzen Sarutobi
- Minato Namikaze (Hokage/Jonin)
- Tsunade
- Danzo Shimura
- Jiraiya
- Kakashi Hatake giovane
- Obito Uchiha
- Mifune
- Hanzo (Resurrezione)
- Fuu (Normale/Resurrezione)
- Utakata (Normale/Resurrezione)
- Han (Normale/Resurrezione)
- Roshi (Normale/Resurrezione)
- Yagura (Normale/Resurrezione)
- Yugito Nii (Normale/Resurrezione)
- Haku (Normale/Maschera/Resurrezione)
- Zabuza Momochi (Normale/Resurrezione)
- Kabuto Yakushi (Mantello del serpente)
- Kabuto Yakushi
- Orochimaru
- Raikage: Ay (Lampo diretto/Liger Bomb)
- Darui
- Tsuchikage: Oonoki
- Mizukage: Mei Terumi
- Killer Bee (Pelle di Squalo)
- Killer Bee
- Parte 1 Naruto Uzumaki
- Parte 1 Sasuke Uchiha (Secondo completo/Completo nero)
- Parte 1 Sakura Haruno
- Parte 1 Neji Hyuga
- Parte 1 Rock Lee
- Parte 1 Hinata Hyuga
- Parte 1 Gaara della Sabbia (Secondo completo/Primo completo)
- Kimimaro
- Kabuto Yakushi (Modalità eremita) (DLC)

### Personaggi di supporto
- Fu
- Torune
- Cee
- Kurotsuchi
- Akatsuchi
- Ao
- Chojuro

## Edizioni e DLC
Il videogioco è stato distribuito in tre differenti edizioni oltre a quella standard:
- la speciale "Day One Edition", racchiudente un artbook illustrato e due DLC contenenti la tuta di Son Goku, indossabile da Naruto Uzumaki e cinque esclusivi costumi tratti dal film "Road to Ninja" per i preordini in Giappone, tra cui un costume da samurai per Naruto, da Anbu per Kakashi, da bagno per Sakura e i costumi originali del film per Hinata e Sasuke. Per i preordini in Europa invece il DLC include un costume da samurai per Naruto, da Anbu per Itachi, da scolara per Sakura, da bagno per Tsunade e un kimono per Sasuke.
- l'edizione da collezione denominata "Will of Fire Edition" corredata da una action figure di Naruto realizzata da Banpresto e un poster;
- l'edizione da collezione chiamata "True Despair" con annessa una statuetta di Sasuke Uchiha e poster.[12]

In qualità di DLC a pagamento sono stati distribuiti nuovi pacchetti come i costumi dell'Organizzazione Alba e i costumi da Napoleone, cowboy e pirata per Naruto e Sasuke.

### Ultimate Ninja Storm Trilogy
Il 25 agosto 2017, è stato reso dispobile Naruto Shippuden: Ultimate Ninja Storm Trilogy, raccolta che include il primo Storm, Storm 2 e Storm 3 Full Burst, non solo su PlayStation 4, ma anche per Xbox One, Nintendo Switch, Windows, il cui è possibile acquistarli pure singolarmente in formato digitale su PlayStation Network, Xbox Live, Nintendo eShop e Steam.

## Accoglienza
La rivista Play Generation diede alla versione per PlayStation 3 di Full Burst un punteggio di 89/100, apprezzando i numerosi miglioramenti e le tante aggiunte rispetto alla versione originale e il prezzo conveniente, ma come contro l'IA dei nemici che non era sempre perfetta e i pochi contenuti inediti, finendo per trovarlo il miglior gioco della serie, completo sotto ogni punto di vista, tuttavia per chi aveva giocato già a UNS 3 le novità non erano sufficienti.